# Basketbalový klub Patrioti Levice
Il B.K. Patrioti Levice è una società cestistica avente sede a Levice, in Slovacchia. Fondata nel 1941 gioca nel campionato slovacco.

## Storia
Fu fondata come TJ Tatran Levice, durante l'epoca cecoslovacca non militò mai nelle prime divisione cestistiche.
Nella stagione 1995-1996 la squadre vinse la seconda divisione slovacca attestandosi ai livelli del basket professionistico. Dopo il successo ottenuto con la promozione in Basketbal Slovensko Extraliga, la squadra cambiò, per motivi di sponsor, denominazione in BK Istroenergo Levice. Nella stagione 2000-2001, in concomitanza con il 60º anniversario dalla fondazione, il club ottenne il primo storico terzo posto in campionato. Nella stagione 2010-2011 battendo in finale il SPU Nitra vinsero il primo storico titolo di campioni di Slovacchia.
Nella stagione 2017-2018 la squadra vinse il secondo titolo e raggiunse la finale in Alpe Adria Cup uscendo sconfitti in finale dal Zlatorog Laško. La stagione seguente vinsero la prima Coppa di Slovacchia della storia del club battendo in finale per 78:75 il Inter Bratislava.

## Palmarès
- Campionato slovacco: 5

2010-2011, 2017-2018, 2021-2022, 2022-2023, 2023-2024
- Coppa di Slovacchia: 2

2019, 2024
- Alpe Adria Cup: 1

2021-2022